# Échangeur de Méry-sur-Oise
L'Échangeur de Méry-sur-Oise est un échangeur autoroutier situé sur le territoire de la commune
de Méry-sur-Oise dans le Val-d'Oise. Il est constitué d'un ensemble de bretelles. L'échangeur permet la connexion de l'autoroute A115 à la Francilienne (RN 184) et la desserte de Méry-sur-Oise, Auvers-sur-Oise et Frépillon.

## Axes concernés
- la Francilienne nord (RN 184) entre Cergy-Pontoise et l'aéroport de Paris-Charles-de-Gaulle/Beauvais ;
- l'A 115 : antenne de l'A15 vers Paris et Argenteuil ;
- la RD 928 (ex-RN 328) : desserte de Méry-sur-Oise, Auvers-sur-Oise et Frépillon.